# Killin (Écosse)
Killin est un village du Perthshire, en Écosse.
Sa population est estimée à 740 habitants en 2020. 